# Lessing-Gymnasium Köln
Das Lessing-Gymnasium  ist ein Gymnasium im Kölner Stadtteil Zündorf. Es ist nach dem Dichter Gotthold Ephraim Lessing benannt und hebt sich besonders durch seine bilinguale Ausrichtung hervor.

## Geschichte
Das Gymnasium wurde 1972 als städtisches Gymnasium gegründet (Gründungsdirektor Albert Fuest, * 9. Februar 1929–16. Dezember 2016). Es steht zusammen mit einer Haupt- und Realschule als Schulzentrum auf einem Grundstück. Alle drei Schulformen nutzen die Turnhallen und naturwissenschaftlichen Räume gemeinsam; auch das Forum als Versammlungsraum.

## Profil
Das Lessing-Gymnasium ist ein fünfzügiges Gymnasium. Das Schulprofil ist gekennzeichnet durch einen bilingualen deutsch-englischen Zweig sowie das Angebot eines internationalen Schulabschlusses (International Baccalaureate Diploma) zusätzlich zum Abitur.
In der Sekundarstufe I bietet das Lessing-Gymnasium Fachprofilklassen mit naturwissenschaftlichem oder sprachlichem Schwerpunkt sowie eine internationale Seiteneinsteigerklasse an. In der Sekundarstufe II können die Schülerinnen und Schüler aus einem breiten Fächerangebot auswählen.

## Schüleraustausch
Seit Jahren finden Schüleraustausche mit diversen Schulen im In- und Ausland statt, unter anderem mit Schulen aus Irland, USA, Frankreich und Italien.

## Besonderheiten/Auszeichnungen
Das Lessing-Gymnasium ist "IB World School", "Schule der Zukunft" (Agenda 21), "Schule der Vielfalt" und "Schule ohne Rassismus, Schule mit Courage".
Die Schule unterstützt seit 1994 – auch auf starkes Betreiben der Schülerschaft – mit dem Projekt „Sonne für Mali“ eine Schule in Lougourougoumbou in Mali. Im Rahmen dieses Projekts wurde die Schule Bundessieger im Wettbewerb „Energiesparmeister“.